# Niemegk
Niemegk è una città di 2 056 abitanti del Brandeburgo, in Germania.

Appartiene al circondario di Potsdam-Mittelmark ed è capoluogo dell'omonima comunità amministrativa.

## Geografia antropica
Appartengono alla città di Niemegk le località abitate (Bewohnter Gemeindeteil) di Hohenwerbig e Lühnsdorf e il nucleo abitato (Wohnplatz) di Werdermühle.